# Burgen (Briefmarkenserie)
Burgen ist eine Briefmarkenserie, die in den Jahren 1984 und 1985 von der Deutschen Post der DDR ausgegeben wurde.

## Liste der Ausgaben und Motive
Legende
- Bild: Eine bearbeitete Abbildung der genannten Marke. Das Verhältnis der Größe der Briefmarken zueinander ist in diesem Artikel annähernd maßstabsgerecht dargestellt. Sollten keine Marken abgebildet sein, liegt es daran, dass das Urheberrecht des Künstlers noch nicht erloschen ist.
- Beschreibung: Eine Kurzbeschreibung des Motivs und/oder des Ausgabegrundes. Bei ausgegebenen Serien oder Blocks werden die zusammengehörigen Beschreibungen mit einer Markierung versehen eingerückt.
- Wert: Der Frankaturwert der einzelnen Marke in Pfennig. Ein „+“ bedeutet, dass es sich um eine Zuschlagsmarke handelt (= Frankaturwert + Spende).
- Ausgabedatum: Das Datum des erstmaligen Verkaufs dieser Briefmarke.
- Auflage: Soweit bekannt, wird hier die zum Verkauf angebotene Anzahl dieser Ausgabe angegeben.
- Entwurf: Soweit bekannt, wird hier angegeben, von wem der Entwurf dieser Marke stammt.
- Mi.-Nr.: Diese Briefmarke wird im Michel-Katalog unter der entsprechenden Nummer gelistet.

| Bild | Beschreibung                                              | Wert | Ausgabe- datum   | Auflage    | Entwurf                | Mi.-Nr. |
|      | Burgen (I) - Burg Falkenstein (Kreis Hettstedt) (12. Jh.) | 10   | 6. November 1984 | 24.000.000 | Snechana Russewa-Hoyer | 2910    |
|      | - Burg Kriebstein (Kreis Hainichen) (12. Jh.)             | 20   | 6. November 1984 | 8.000.000  | Snechana Russewa-Hoyer | 2911    |
|      | - Burg Ranis (Kreis Pößneck) (11. Jh.)                    | 35   | 6. November 1984 | 5.000.000  | Snechana Russewa-Hoyer | 2912    |
|      | - Neuenburg (Kreis Nebra) (11. Jh.)                       | 80   | 6. November 1984 | 2.100.000  | Snechana Russewa-Hoyer | 2913    |
|      | Burgen (II) - Burg Hohnstein (Kreis Sebnitz) (14. Jh.)    | 10   | 15. Oktober 1985 | 16.000.000 | Snechana Russewa-Hoyer | 2976    |
|      | - Rochsburg (Kreis Rochlitz) (12. Jh.)                    | 20   | 15. Oktober 1985 | 8.000.000  | Snechana Russewa-Hoyer | 2977    |
|      | - Burg Schwarzenberg (Kreis Schwarzenberg) (12. Jh.)      | 35   | 15. Oktober 1985 | 5.500.000  | Snechana Russewa-Hoyer | 2978    |
|      | - Burg Stein (Kreis Zwickau-Land) (12./13. Jh.)           | 80   | 15. Oktober 1985 | 2.100.000  | Snechana Russewa-Hoyer | 2979    |